# Der Exorzist (Roman)
Der Exorzist ist ein 1971 erschienener Roman von William Peter Blatty.

## Handlung
Die 12-jährige Regan wird von Verhaltensstörungen geplagt, deren Ursprung ungeklärt ist. Ohne Heilung wird ihr Verhalten immer blasphemischer und obszöner. Es scheint, dass ein Dämon namens Pazuzu von ihr Besitz genommen hat. Der Jesuit Damien Karras, ein katholischer Priester und Psychologe, sieht der Sache mit Skepsis entgegen, würde doch die Existenz eines Dämons auch die Existenz Gottes beweisen, an den er als aufgeklärter Mensch nicht mehr glauben kann. Als Assistent von Pater Lancaster Merrin beginnt er schließlich einen Exorzismus durchzuführen. Während des Exorzismus stirbt Pater Lancaster, woraufhin Pater Karras den Dämon voller Wut provoziert, es doch mit ihm statt dem kleinen Mädchen zu versuchen, woraufhin der Dämon in ihn fährt. In einer letzten Kraftanstrengung gelingt es Karras, sich selbst aus dem Fenster zu stürzen und somit den Dämon zu besiegen. Die kleine Regan bleibt geheilt zurück.

## Die Vorgeschichte
Vorlage für den Roman The Exorcist war ein realer Exorzismus aus dem Jahr 1949 in den USA. Der damals 13‑ bzw. 14‑jährige Roland Doe – wahrscheinlich mit richtigem Namen Ronald Edwin Hunkeler (geboren 1. Juni 1935, gestorben 10. Mai 2020) – lebte in der Ortschaft Cottage City, Maryland. Auslöser waren auffällige Phänomene wie Kratzgeräusche in den Wänden, ein sich bewegendes Bett und unerklärliche Wasserflecken – kurz nach dem Tod seiner Tante Harriet, die ihm ein Ouija‑Brett gezeigt hatte.
Die familiäre Situation war geprägt von streng religiöser Erziehung (lutherisch). Psychologisch schien rätselhaft: tagsüber agierte Roland meist normal, nachts jedoch kam es zu Exzessen – Trance‑Zustände, wildes Schreien, Kratzspuren am Körper, Möbelbewegungen und teilweises Davonspringen des Bettes.
Zunächst versuchte es der katholische Priester Edward A. Hughes aus dem Nachbarort Mount Rainier; ein Exorzismus-Protokoll wurde eingeleitet, als Roland ihn mit einer Matratzenfeder verletzte – der Exorzismus blieb erfolglos.

### Ankunft in St. Louis und Fortsetzung der Exorzismen
Nach einem mysteriösen Kratzer mit der Aufschrift „LOUIS“ auf Rolands Brust zog die Familie nach St. Louis zu Verwandten. Dort nahmen sich Jesuiten-Priester der Angelegenheit an: Raymond Bishop, William Bowdern und Assistenz durch Walter Halloran – nach Rücksprache mit dem Saint Louis University‑Präsidenten rein funktional als „Exorzistenteam“.
Die Rituale dauerten über einen Monat an, wurden erst im Wohnhaus, danach im Alexian Brothers Hospital und kurz im St. Francis Xavier College Church‑Pfarrhaus durchgeführt. Tägliche nächtliche Sitzungen brachten immer neue Erscheinungen: Spucken, Gurgel‑ oder fremdsprachliche Geräusche (z. B. abgeleitete lateinische Gebete), Kratzspuren in Symbolen („X“, „LOUIS“ etc.), teilweise körperliche Gewaltausbrüche (Roland brach Hallorans Nase).
Am 16. März erteilte Erzbischof Joseph E. Ritter offiziell die Erlaubnis zur Fortsetzung der Exorzismen. Das Finale erfolgte am Montag nach Ostern, dem 18. April 1949, im Krankenhaus. Nach sieben Minuten intensiver Rituale, bei denen Reliquien und Exorzismustexte eingesetzt wurden, erklärte Roland: „He’s gone.“ Danach kehrte normale Lebensführung zurück, er wurde katholisch getauft und machte später erste Kommunion.

### Berichterstattung, Identitätsenthüllung und Nachwirkung
Am 20. August 1949 erschien ein Artikel in der der Washington Post („Priest Frees Mt. Rainier Boy...“), der den nationalen Bekanntheitsgrad begründete. William Peter Blatty, damals Student an der Georgetown University, stieß auf diese Meldung – sie inspirierte ihn später zu seinem Roman The Exorcist (1971) und dem gleichnamigen Film (1973).
Erst 2021 gab eine Untersuchung des Committee for Skeptical Inquiry den echten Namen Ronald Edwin Hunkeler preis. Er heiratete in den 1970er Jahren, arbeitete später sogar beim NASA und erfand unter anderem Material zur Raumfahrt, was von einem Reddit‑Nutzer bestätigt wurde.

## Buchausgaben (Auswahl)
- The Exorcist. Harper & Row, New York 1971
- Der Exorzist. Molden, Wien, München, Zürich 1974, ISBN 3-217-00411-6.
- Der Exorzist. Bastei Lübbe, Bergisch Gladbach 2001, ISBN 3-404-25677-8.

## Verfilmung
Das Buch wurde 1973 von William Friedkin, ebenfalls unter dem Titel Der Exorzist, verfilmt. Das Drehbuch schrieb Blatty selbst. Der Film wurde drei Mal fortgesetzt und erhielt auch ein Prequel in zwei verschiedenen Versionen. 2016 entstand eine Fernsehserie, deren zweite Staffel 2017 anlief.

## Theaterstück
John Pielmeier inszenierte 2012 die Filmstory am Geffen Playhouse in Westwood (Los Angeles), u. a. mit Brooke Shields als Chris MacNeil und Richard Chamberlain als Father Merrin. Vom 21. Oktober bis 5. November 2016 wurde das Stück im Birmingham Repertory Theatre aufgeführt.